# أل باري
أل باري (بالإنجليزية: Al Barry)‏ هو لاعب كرة قدم أمريكية أمريكي، ولد في 24 ديسمبر 1930 في بيفرلي هيلز في الولايات المتحدة.

## وصلات خارجية
- أل باري على موقع مرجع كرة القدم المحترفة.كوم (الإنجليزية)